# Bundestagswahl 2009/Wahlergebnisse nach Bundesländern
Bundestagswahl 2009 – Wahlergebnisse nach Bundesländern.

## Wahlergebnisse

### Schleswig-Holstein
| Listen            | Listen            | Erststimmen | Erststimmen | Erststimmen | Zweitstimmen | Zweitstimmen | Zweitstimmen | Mandate Gesamt |
| Listen            | Listen            | Stimmen     | %           | Mandate     | Stimmen      | %            | Mandate      | Mandate Gesamt |
| ----------------- | ----------------- | ----------- | ----------- | ----------- | ------------ | ------------ | ------------ | -------------- |
|                   | CDU               | 615.798     | 38,4        | 9           | 518.457      | 32,2         | –            | 9              |
|                   | SPD               | 519.995     | 32,4        | 2           | 430.739      | 26,8         | 4            | 6              |
|                   | FDP               | 170.070     | 10,6        | –           | 261.767      | 16,3         | 4            | 4              |
|                   | GRÜNE             | 161.626     | 10,1        | –           | 203.782      | 12,7         | 3            | 3              |
|                   | DIE LINKE         | 113.319     | 7,1         | –           | 127.203      | 7,9          | 2            | 2              |
|                   | NPD               | 17.139      | 1,1         | –           | 15.848       | 1,0          | –            | –              |
|                   | PIRATEN           | –           | –           | –           | 33.277       | 2,1          | –            | –              |
|                   | RENTNER           | –           | –           | –           | 16.006       | 1,0          | –            | –              |
|                   | DVU               | –           | –           | –           | 1.807        | 0,1          | –            | –              |
|                   | MLPD              | –           | –           | –           | 616          | 0,0          | –            | –              |
|                   | DIE VIOLETTEN     | 553         | 0,0         | –           | –            | –            | –            | –              |
|                   | ZENTRUM           | 369         | 0,0         | –           | –            | –            | –            | –              |
|                   | Übrige            | 6.021       | 0,4         | –           | –            | –            | –            | –              |
| Gesamt            | Gesamt            | 1.604.890   | 100         | 11          | 1.609.502    | 100          | 13           | 24             |
|                   |                   |             |             |             |              |              |              |                |
| Ungültige Stimmen | Ungültige Stimmen | 39.494      | 2,4         |             | 34.882       | 2,1          |              |                |
| Wähler            | Wähler            | 1.644.384   | 73,6        |             | 1.644.384    | 73,6         |              |                |
| Wahlberechtigte   | Wahlberechtigte   | 2.234.720   |             |             | 2.234.720    |              |              |                |

### Mecklenburg-Vorpommern
| Listen            | Listen            | Erststimmen | Erststimmen | Erststimmen | Zweitstimmen | Zweitstimmen | Zweitstimmen | Mandate Gesamt |
| Listen            | Listen            | Stimmen     | %           | Mandate     | Stimmen      | %            | Mandate      | Mandate Gesamt |
| ----------------- | ----------------- | ----------- | ----------- | ----------- | ------------ | ------------ | ------------ | -------------- |
|                   | CDU               | 301.823     | 34,9        | 6           | 287.481      | 33,1         | –            | 6              |
|                   | DIE LINKE         | 255.411     | 29,5        | 1           | 251.536      | 29,0         | 3            | 4              |
|                   | SPD               | 161.414     | 18,6        | –           | 143.607      | 16,6         | 2            | 2              |
|                   | FDP               | 61.469      | 7,1         | –           | 85.203       | 9,8          | 1            | 1              |
|                   | GRÜNE             | 46.826      | 5,4         | –           | 47.841       | 5,5          | 1            | 1              |
|                   | NPD               | 29.801      | 3,4         | –           | 28.223       | 3,3          | –            | –              |
|                   | PIRATEN           | –           | –           | –           | 20.063       | 2,3          | –            | –              |
|                   | MLPD              | 554         | 0,1         | –           | 1.730        | 0,2          | –            | –              |
|                   | REP               | –           | –           | –           | 1.583        | 0,2          | –            | –              |
|                   | ödp               | 523         | 0,1         | –           | –            | –            | –            | –              |
|                   | Übrige            | 7.888       | 0,9         | –           | –            | –            | –            | –              |
| Gesamt            | Gesamt            | 865.709     | 100         | 7           | 867.267      | 100          | 7            | 14             |
|                   |                   |             |             |             |              |              |              |                |
| Ungültige Stimmen | Ungültige Stimmen | 16.467      | 1,9         |             | 14.909       | 1,7          |              |                |
| Wähler            | Wähler            | 882.176     | 63,0        |             | 882.176      | 63,0         |              |                |
| Wahlberechtigte   | Wahlberechtigte   | 1.400.298   |             |             | 1.400.298    |              |              |                |

### Hamburg
| Listen            | Listen            | Erststimmen | Erststimmen | Erststimmen | Zweitstimmen | Zweitstimmen | Zweitstimmen | Mandate Gesamt |
| Listen            | Listen            | Stimmen     | %           | Mandate     | Stimmen      | %            | Mandate      | Mandate Gesamt |
| ----------------- | ----------------- | ----------- | ----------- | ----------- | ------------ | ------------ | ------------ | -------------- |
|                   | CDU               | 288.404     | 30,6        | 3           | 246.667      | 27,8         | 1            | 4              |
|                   | SPD               | 296.589     | 31,5        | 3           | 242.942      | 27,4         | 1            | 4              |
|                   | GRÜNE             | 128.440     | 13,6        | –           | 138.454      | 15,6         | 2            | 2              |
|                   | FDP               | 69.968      | 7,4         | –           | 117.143      | 13,2         | 2            | 2              |
|                   | DIE LINKE         | 86.119      | 9,1         | –           | 99.096       | 11,2         | 1            | 1              |
|                   | PIRATEN           | –           | –           | –           | 23.168       | 2,6          | –            | –              |
|                   | NPD               | 9.181       | 1,0         | –           | 7.679        | 0,9          | –            | –              |
|                   | RENTNER           | –           | –           | –           | 6.572        | 0,7          | –            | –              |
|                   | ödp               | 1.899       | 0,2         | –           | 2.988        | 0,3          | –            | –              |
|                   | DVU               | –           | –           | –           | 1.184        | 0,1          | –            | –              |
|                   | MLPD              | 158         | 0,0         | –           | 445          | 0,1          | –            | –              |
|                   | BüSo              | 651         | 0,1         | –           | –            | –            | –            | –              |
|                   | Übrige            | 2.249       | 0,2         | –           | –            | –            | –            | –              |
| Gesamt            | Gesamt            | 942.226     | 100         | 6           | 886.338      | 100          | 7            | 13             |
|                   |                   |             |             |             |              |              |              |                |
| Ungültige Stimmen | Ungültige Stimmen | −46.173     | -5,2        |             | 9.715        | 1,1          |              |                |
| Wähler            | Wähler            | 896.053     | 71,3        |             | 896.053      | 71,3         |              |                |
| Wahlberechtigte   | Wahlberechtigte   | 1.256.634   |             |             | 1.256.634    |              |              |                |

### Niedersachsen
| Listen            | Listen               | Erststimmen | Erststimmen | Erststimmen | Zweitstimmen | Zweitstimmen | Zweitstimmen | Mandate Gesamt |
| Listen            | Listen               | Stimmen     | %           | Mandate     | Stimmen      | %            | Mandate      | Mandate Gesamt |
| ----------------- | -------------------- | ----------- | ----------- | ----------- | ------------ | ------------ | ------------ | -------------- |
|                   | CDU                  | 1.703.363   | 38,5        | 16          | 1.471.530    | 33,2         | 5            | 21             |
|                   | SPD                  | 1.581.443   | 35,8        | 14          | 1.297.940    | 29,3         | 5            | 19             |
|                   | FDP                  | 350.420     | 7,9         | –           | 588.401      | 13,3         | 9            | 9              |
|                   | GRÜNE                | 370.188     | 8,4         | –           | 475.742      | 10,7         | 7            | 7              |
|                   | DIE LINKE            | 331.141     | 7,5         | –           | 380.373      | 8,6          | 6            | 6              |
|                   | PIRATEN              | 4.214       | 0,1         | –           | 87.046       | 2,0          | –            | –              |
|                   | NPD                  | 60.811      | 1,4         | –           | 53.909       | 1,2          | –            | –              |
|                   | Die Tierschutzpartei | –           | –           | –           | 34.658       | 0,8          | –            | –              |
|                   | RRP                  | 14.204      | 0,3         | –           | 31.977       | 0,7          | –            | –              |
|                   | ödp                  | –           | –           | –           | 5.364        | 0,1          | –            | –              |
|                   | DVU                  | –           | –           | –           | 4.318        | 0,1          | –            | –              |
|                   | MLPD                 | 294         | 0,0         | –           | 1.353        | 0,0          | –            | –              |
|                   | PBC                  | 1.253       | 0,0         | –           | –            | –            | –            | –              |
|                   | BüSo                 | 307         | 0,0         | –           | –            | –            | –            | –              |
|                   | Übrige               | 5.265       | 0,1         | –           | –            | –            | –            | –              |
| Gesamt            | Gesamt               | 4.422.903   | 100         | 30          | 4.432.611    | 100          | 32           | 62             |
|                   |                      |             |             |             |              |              |              |                |
| Ungültige Stimmen | Ungültige Stimmen    | 59.446      | 1,3         |             | 49.738       | 1,1          |              |                |
| Wähler            | Wähler               | 4.482.349   | 73,3        |             | 4.482.349    | 73,3         |              |                |
| Wahlberechtigte   | Wahlberechtigte      | 6.112.110   |             |             | 6.112.110    |              |              |                |

### Bremen
| Listen            | Listen            | Erststimmen | Erststimmen | Erststimmen | Zweitstimmen | Zweitstimmen | Zweitstimmen | Mandate Gesamt |
| Listen            | Listen            | Stimmen     | %           | Mandate     | Stimmen      | %            | Mandate      | Mandate Gesamt |
| ----------------- | ----------------- | ----------- | ----------- | ----------- | ------------ | ------------ | ------------ | -------------- |
|                   | SPD               | 121.467     | 36,0        | 2           | 102.419      | 30,2         | –            | 2              |
|                   | CDU               | 92.441      | 27,4        | –           | 80.964       | 23,9         | 1            | 1              |
|                   | GRÜNE             | 48.549      | 14,4        | –           | 52.283       | 15,4         | 1            | 1              |
|                   | DIE LINKE         | 42.873      | 12,7        | –           | 48.369       | 14,3         | 1            | 1              |
|                   | FDP               | 24.437      | 7,2         | –           | 35.968       | 10,6         | 1            | 1              |
|                   | PIRATEN           | –           | –           | –           | 8.174        | 2,4          | –            | –              |
|                   | RRP               | 1.563       | 0,5         | –           | 4.144        | 1,2          | –            | –              |
|                   | NPD               | 4.626       | 1,4         | –           | 3.612        | 1,1          | –            | –              |
|                   | DVU               | –           | –           | –           | 1.030        | 0,3          | –            | –              |
|                   | PBC               | –           | –           | –           | 855          | 0,3          | –            | –              |
|                   | REP               | –           | –           | –           | 577          | 0,2          | –            | –              |
|                   | MLPD              | 343         | 0,1         | –           | 216          | 0,1          | –            | –              |
|                   | Übrige            | 1.480       | 0,4         | –           | –            | –            | –            | –              |
| Gesamt            | Gesamt            | 337.779     | 100         | 2           | 338.611      | 100          | 4            | 6              |
|                   |                   |             |             |             |              |              |              |                |
| Ungültige Stimmen | Ungültige Stimmen | 5.248       | 1,5         |             | 4.416        | 1,3          |              |                |
| Wähler            | Wähler            | 343.027     | 70,3        |             | 343.027      | 70,3         |              |                |
| Wahlberechtigte   | Wahlberechtigte   | 487.978     |             |             | 487.978      |              |              |                |

### Brandenburg
| Listen            | Listen            | Erststimmen | Erststimmen | Erststimmen | Zweitstimmen | Zweitstimmen | Zweitstimmen | Mandate Gesamt |
| Listen            | Listen            | Stimmen     | %           | Mandate     | Stimmen      | %            | Mandate      | Mandate Gesamt |
| ----------------- | ----------------- | ----------- | ----------- | ----------- | ------------ | ------------ | ------------ | -------------- |
|                   | DIE LINKE         | 410.330     | 29,7        | 4           | 395.566      | 28,5         | 2            | 6              |
|                   | SPD               | 397.016     | 28,7        | 5           | 348.216      | 25,1         | –            | 5              |
|                   | CDU               | 342.692     | 24,8        | 1           | 327.454      | 23,6         | 4            | 5              |
|                   | FDP               | 99.769      | 7,2         | –           | 129.642      | 9,3          | 2            | 2              |
|                   | GRÜNE             | 76.546      | 5,5         | –           | 84.567       | 6,1          | 1            | 1              |
|                   | NPD               | 46.792      | 3,4         | –           | 35.396       | 2,6          | –            | –              |
|                   | PIRATEN           | –           | –           | –           | 34.832       | 2,5          | –            | –              |
|                   | DVU               | –           | –           | –           | 13.042       | 0,9          | –            | –              |
|                   | FWD               | –           | –           | –           | 11.243       | 0,8          | –            | –              |
|                   | REP               | –           | –           | –           | 3.084        | 0,2          | –            | –              |
|                   | BüSo              | –           | –           | –           | 2.889        | 0,2          | –            | –              |
|                   | MLPD              | –           | –           | –           | 1.621        | 0,1          | –            | –              |
|                   | Freie Union       | 915         | 0,1         | –           | –            | –            | –            | –              |
|                   | Übrige            | 7.905       | 0,6         | –           | –            | –            | –            | –              |
| Gesamt            | Gesamt            | 1.381.965   | 100         | 10          | 1.387.552    | 100          | 9            | 19             |
|                   |                   |             |             |             |              |              |              |                |
| Ungültige Stimmen | Ungültige Stimmen | 43.337      | 3,0         |             | 37.750       | 2,6          |              |                |
| Wähler            | Wähler            | 1.425.302   | 67,0        |             | 1.425.302    | 67,0         |              |                |
| Wahlberechtigte   | Wahlberechtigte   | 2.128.715   |             |             | 2.128.715    |              |              |                |

### Sachsen-Anhalt
| Listen            | Listen            | Erststimmen | Erststimmen | Erststimmen | Zweitstimmen | Zweitstimmen | Zweitstimmen | Mandate Gesamt |
| Listen            | Listen            | Stimmen     | %           | Mandate     | Stimmen      | %            | Mandate      | Mandate Gesamt |
| ----------------- | ----------------- | ----------- | ----------- | ----------- | ------------ | ------------ | ------------ | -------------- |
|                   | DIE LINKE         | 383.800     | 32,0        | 5           | 389.456      | 32,4         | 1            | 6              |
|                   | CDU               | 388.171     | 32,3        | 4           | 362.311      | 30,1         | 1            | 5              |
|                   | SPD               | 237.189     | 19,8        | –           | 202.850      | 16,9         | 3            | 3              |
|                   | FDP               | 94.139      | 7,8         | –           | 124.247      | 10,3         | 2            | 2              |
|                   | GRÜNE             | 55.547      | 4,6         | –           | 61.734       | 5,1          | 1            | 1              |
|                   | PIRATEN           | –           | –           | –           | 28.780       | 2,4          | –            | –              |
|                   | NPD               | 30.183      | 2,5         | –           | 26.584       | 2,2          | –            | –              |
|                   | DVU               | –           | –           | –           | 3.529        | 0,3          | –            | –              |
|                   | MLPD              | 3.039       | 0,3         | –           | 3.181        | 0,3          | –            | –              |
|                   | Übrige            | 8.709       | 0,7         | –           | –            | –            | –            | –              |
| Gesamt            | Gesamt            | 1.200.777   | 100         | 9           | 1.202.672    | 100          | 8            | 17             |
|                   |                   |             |             |             |              |              |              |                |
| Ungültige Stimmen | Ungültige Stimmen | 25.944      | 2,1         |             | 24.049       | 2,0          |              |                |
| Wähler            | Wähler            | 1.226.721   | 60,5        |             | 1.226.721    | 60,5         |              |                |
| Wahlberechtigte   | Wahlberechtigte   | 2.028.572   |             |             | 2.028.572    |              |              |                |

### Berlin
| Listen            | Listen               | Erststimmen | Erststimmen | Erststimmen | Zweitstimmen | Zweitstimmen | Zweitstimmen | Mandate Gesamt |
| Listen            | Listen               | Stimmen     | %           | Mandate     | Stimmen      | %            | Mandate      | Mandate Gesamt |
| ----------------- | -------------------- | ----------- | ----------- | ----------- | ------------ | ------------ | ------------ | -------------- |
|                   | CDU                  | 452.542     | 26,3        | 5           | 393.180      | 22,8         | 1            | 6              |
|                   | DIE LINKE            | 355.640     | 20,7        | 4           | 348.661      | 20,2         | 1            | 5              |
|                   | SPD                  | 418.045     | 24,3        | 2           | 348.082      | 20,2         | 3            | 5              |
|                   | GRÜNE                | 298.277     | 17,4        | 1           | 299.535      | 17,4         | 3            | 4              |
|                   | FDP                  | 123.780     | 7,2         | –           | 198.516      | 11,5         | 3            | 3              |
|                   | PIRATEN              | –           | –           | –           | 58.062       | 3,4          | –            | –              |
|                   | NPD                  | 34.488      | 2,0         | –           | 27.799       | 1,6          | –            | –              |
|                   | Die Tierschutzpartei | –           | –           | –           | 23.528       | 1,4          | –            | –              |
|                   | REP                  | –           | –           | –           | 5.921        | 0,3          | –            | –              |
|                   | DIE VIOLETTEN        | 875         | 0,1         | –           | 5.492        | 0,3          | –            | –              |
|                   | BüSo                 | 10.946      | 0,6         | –           | 4.709        | 0,3          | –            | –              |
|                   | ödp                  | –           | –           | –           | 3.220        | 0,2          | –            | –              |
|                   | DVU                  | –           | –           | –           | 2.275        | 0,1          | –            | –              |
|                   | DKP                  | 929         | 0,1         | –           | 1.894        | 0,1          | –            | –              |
|                   | PSG                  | –           | –           | –           | 1.420        | 0,1          | –            | –              |
|                   | MLPD                 | 901         | 0,1         | –           | 1.111        | 0,1          | –            | –              |
|                   | FAMILIE              | 1.416       | 0,1         | –           | –            | –            | –            | –              |
|                   | Übrige               | 20.920      | 1,2         | –           | –            | –            | –            | –              |
| Gesamt            | Gesamt               | 1.718.759   | 100         | 12          | 1.723.405    | 100          | 11           | 23             |
|                   |                      |             |             |             |              |              |              |                |
| Ungültige Stimmen | Ungültige Stimmen    | 34.080      | 1,9         |             | 29.434       | 1,7          |              |                |
| Wähler            | Wähler               | 1.752.839   | 70,9        |             | 1.752.839    | 70,9         |              |                |
| Wahlberechtigte   | Wahlberechtigte      | 2.471.665   |             |             | 2.471.665    |              |              |                |

### Nordrhein-Westfalen
| Listen            | Listen               | Erststimmen | Erststimmen | Erststimmen | Zweitstimmen | Zweitstimmen | Zweitstimmen | Mandate Gesamt |
| Listen            | Listen               | Stimmen     | %           | Mandate     | Stimmen      | %            | Mandate      | Mandate Gesamt |
| ----------------- | -------------------- | ----------- | ----------- | ----------- | ------------ | ------------ | ------------ | -------------- |
|                   | CDU                  | 3.706.284   | 39,6        | 37          | 3.111.478    | 33,1         | 8            | 45             |
|                   | SPD                  | 3.286.593   | 35,1        | 27          | 2.678.956    | 28,5         | 12           | 39             |
|                   | FDP                  | 832.146     | 8,9         | –           | 1.394.554    | 14,9         | 20           | 20             |
|                   | GRÜNE                | 728.745     | 7,8         | –           | 945.831      | 10,1         | 14           | 14             |
|                   | DIE LINKE            | 669.045     | 7,1         | –           | 789.814      | 8,4          | 11           | 11             |
|                   | PIRATEN              | –           | –           | –           | 158.585      | 1,7          | –            | –              |
|                   | NPD                  | 112.709     | 1,2         | –           | 88.690       | 0,9          | –            | –              |
|                   | Die Tierschutzpartei | 2.217       | 0,0         | –           | 59.731       | 0,6          | –            | –              |
|                   | FAMILIE              | 5.269       | 0,1         | –           | 45.106       | 0,5          | –            | –              |
|                   | RENTNER              | –           | –           | –           | 33.821       | 0,4          | –            | –              |
|                   | REP                  | 2.768       | 0,0         | –           | 30.015       | 0,3          | –            | –              |
|                   | RRP                  | –           | –           | –           | 12.952       | 0,1          | –            | –              |
|                   | Volksabstimmung      | 2.550       | 0,0         | –           | 9.367        | 0,1          | –            | –              |
|                   | ödp                  | 2.676       | 0,0         | –           | 8.866        | 0,1          | –            | –              |
|                   | DVU                  | –           | –           | –           | 7.358        | 0,1          | –            | –              |
|                   | ZENTRUM              | –           | –           | –           | 6.087        | 0,1          | –            | –              |
|                   | MLPD                 | 6.636       | 0,1         | –           | 4.268        | 0,0          | –            | –              |
|                   | BüSo                 | 2.662       | 0,0         | –           | 2.396        | 0,0          | –            | –              |
|                   | PSG                  | –           | –           | –           | 1.537        | 0,0          | –            | –              |
|                   | DIE VIOLETTEN        | 446         | 0,0         | –           | –            | –            | –            | –              |
|                   | Übrige               | 6.019       | 0,1         | –           | –            | –            | –            | –              |
| Gesamt            | Gesamt               | 9.366.765   | 100         | 64          | 9.389.412    | 100          | 65           | 129            |
|                   |                      |             |             |             |              |              |              |                |
| Ungültige Stimmen | Ungültige Stimmen    | 127.085     | 1,3         |             | 104.438      | 1,1          |              |                |
| Wähler            | Wähler               | 9.493.850   | 71,4        |             | 9.493.850    | 71,4         |              |                |
| Wahlberechtigte   | Wahlberechtigte      | 13.288.291  |             |             | 13.288.291   |              |              |                |

### Sachsen
| Listen            | Listen            | Erststimmen | Erststimmen | Erststimmen | Zweitstimmen | Zweitstimmen | Zweitstimmen | Mandate Gesamt |
| Listen            | Listen            | Stimmen     | %           | Mandate     | Stimmen      | %            | Mandate      | Mandate Gesamt |
| ----------------- | ----------------- | ----------- | ----------- | ----------- | ------------ | ------------ | ------------ | -------------- |
|                   | CDU               | 888.018     | 39,5        | 16          | 800.898      | 35,6         | –            | 16             |
|                   | DIE LINKE         | 543.805     | 24,2        | –           | 551.461      | 24,5         | 8            | 8              |
|                   | SPD               | 339.102     | 15,1        | –           | 328.753      | 14,6         | 5            | 5              |
|                   | FDP               | 230.005     | 10,2        | –           | 299.135      | 13,3         | 4            | 4              |
|                   | GRÜNE             | 136.047     | 6,0         | –           | 151.283      | 6,7          | 2            | 2              |
|                   | NPD               | 91.451      | 4,1         | –           | 89.611       | 4,0          | –            | –              |
|                   | BüSo              | 12.382      | 0,6         | –           | 18.789       | 0,8          | –            | –              |
|                   | REP               | –           | –           | –           | 7.148        | 0,3          | –            | –              |
|                   | MLPD              | 436         | 0,0         | –           | 5.281        | 0,2          | –            | –              |
|                   | PBC               | 1.290       | 0,1         | –           | –            | –            | –            | –              |
|                   | Übrige            | 7.142       | 0,3         | –           | –            | –            | –            | –              |
| Gesamt            | Gesamt            | 2.249.678   | 100         | 16          | 2.252.359    | 100          | 19           | 35             |
|                   |                   |             |             |             |              |              |              |                |
| Ungültige Stimmen | Ungültige Stimmen | 36.275      | 1,6         |             | 33.594       | 1,5          |              |                |
| Wähler            | Wähler            | 2.285.953   | 65,0        |             | 2.285.953    | 65,0         |              |                |
| Wahlberechtigte   | Wahlberechtigte   | 3.518.195   |             |             | 3.518.195    |              |              |                |

### Hessen
| Listen            | Listen               | Erststimmen | Erststimmen | Erststimmen | Zweitstimmen | Zweitstimmen | Zweitstimmen | Mandate Gesamt |
| Listen            | Listen               | Stimmen     | %           | Mandate     | Stimmen      | %            | Mandate      | Mandate Gesamt |
| ----------------- | -------------------- | ----------- | ----------- | ----------- | ------------ | ------------ | ------------ | -------------- |
|                   | CDU                  | 1.251.139   | 39,4        | 15          | 1.022.822    | 32,2         | –            | 15             |
|                   | SPD                  | 1.026.094   | 32,3        | 6           | 812.721      | 25,6         | 6            | 12             |
|                   | FDP                  | 305.043     | 9,6         | –           | 527.432      | 16,6         | 8            | 8              |
|                   | GRÜNE                | 287.044     | 9,0         | –           | 381.948      | 12,0         | 6            | 6              |
|                   | DIE LINKE            | 225.775     | 7,1         | –           | 271.455      | 8,5          | 4            | 4              |
|                   | PIRATEN              | 3.866       | 0,1         | –           | 66.708       | 2,1          | –            | –              |
|                   | NPD                  | 44.260      | 1,4         | –           | 35.929       | 1,1          | –            | –              |
|                   | Die Tierschutzpartei | 14.670      | 0,5         | –           | 31.917       | 1,0          | –            | –              |
|                   | REP                  | 6.863       | 0,2         | –           | 19.240       | 0,6          | –            | –              |
|                   | BüSo                 | 1.357       | 0,0         | –           | 3.746        | 0,1          | –            | –              |
|                   | DVU                  | –           | –           | –           | 2.516        | 0,1          | –            | –              |
|                   | MLPD                 | 489         | 0,0         | –           | 1.137        | 0,0          | –            | –              |
|                   | CM                   | 1.011       | 0,0         | –           | –            | –            | –            | –              |
|                   | ADM                  | 396         | 0,0         | –           | –            | –            | –            | –              |
|                   | Übrige               | 5.043       | 0,2         | –           | –            | –            | –            | –              |
| Gesamt            | Gesamt               | 3.172.039   | 100         | 21          | 3.177.571    | 100          | 24           | 45             |
|                   |                      |             |             |             |              |              |              |                |
| Ungültige Stimmen | Ungültige Stimmen    | 72.602      | 2,2         |             | 67.070       | 2,1          |              |                |
| Wähler            | Wähler               | 3.244.641   | 73,8        |             | 3.244.641    | 73,8         |              |                |
| Wahlberechtigte   | Wahlberechtigte      | 4.398.919   |             |             | 4.398.919    |              |              |                |

### Thüringen
| Listen            | Listen            | Erststimmen | Erststimmen | Erststimmen | Zweitstimmen | Zweitstimmen | Zweitstimmen | Mandate Gesamt |
| Listen            | Listen            | Stimmen     | %           | Mandate     | Stimmen      | %            | Mandate      | Mandate Gesamt |
| ----------------- | ----------------- | ----------- | ----------- | ----------- | ------------ | ------------ | ------------ | -------------- |
|                   | CDU               | 407.357     | 33,1        | 7           | 383.778      | 31,2         | –            | 7              |
|                   | DIE LINKE         | 357.428     | 29,1        | 2           | 354.875      | 28,8         | 3            | 5              |
|                   | SPD               | 255.060     | 20,7        | –           | 216.593      | 17,6         | 3            | 3              |
|                   | FDP               | 94.685      | 7,7         | –           | 120.635      | 9,8          | 2            | 2              |
|                   | GRÜNE             | 63.030      | 5,1         | –           | 73.838       | 6,0          | 1            | 1              |
|                   | NPD               | 43.588      | 3,5         | –           | 39.603       | 3,2          | –            | –              |
|                   | PIRATEN           | –           | –           | –           | 31.031       | 2,5          | –            | –              |
|                   | ödp               | 1.416       | 0,1         | –           | 5.086        | 0,4          | –            | –              |
|                   | REP               | –           | –           | –           | 4.339        | 0,4          | –            | –              |
|                   | MLPD              | 582         | 0,0         | –           | 1.991        | 0,2          | –            | –              |
|                   | Übrige            | 6.698       | 0,5         | –           | –            | –            | –            | –              |
| Gesamt            | Gesamt            | 1.229.844   | 100         | 9           | 1.231.769    | 100          | 9            | 18             |
|                   |                   |             |             |             |              |              |              |                |
| Ungültige Stimmen | Ungültige Stimmen | 17.920      | 1,4         |             | 15.995       | 1,3          |              |                |
| Wähler            | Wähler            | 1.247.764   | 65,2        |             | 1.247.764    | 65,2         |              |                |
| Wahlberechtigte   | Wahlberechtigte   | 1.913.559   |             |             | 1.913.559    |              |              |                |

### Rheinland-Pfalz
| Listen            | Listen            | Erststimmen | Erststimmen | Erststimmen | Zweitstimmen | Zweitstimmen | Zweitstimmen | Mandate Gesamt |
| Listen            | Listen            | Stimmen     | %           | Mandate     | Stimmen      | %            | Mandate      | Mandate Gesamt |
| ----------------- | ----------------- | ----------- | ----------- | ----------- | ------------ | ------------ | ------------ | -------------- |
|                   | CDU               | 903.528     | 41,4        | 13          | 767.487      | 35,0         | –            | 13             |
|                   | SPD               | 640.617     | 29,4        | 2           | 520.990      | 23,8         | 6            | 8              |
|                   | FDP               | 231.938     | 10,6        | –           | 364.673      | 16,6         | 5            | 5              |
|                   | GRÜNE             | 174.941     | 8,0         | –           | 211.971      | 9,7          | 3            | 3              |
|                   | DIE LINKE         | 177.323     | 8,1         | –           | 205.180      | 9,4          | 3            | 3              |
|                   | PIRATEN           | 3.188       | 0,1         | –           | 41.728       | 1,9          | –            | –              |
|                   | NPD               | 34.514      | 1,6         | –           | 26.077       | 1,2          | –            | –              |
|                   | FAMILIE           | 3.140       | 0,1         | –           | 22.279       | 1,0          | –            | –              |
|                   | REP               | 3.631       | 0,2         | –           | 18.208       | 0,8          | –            | –              |
|                   | ödp               | 2.384       | 0,1         | –           | 6.334        | 0,3          | –            | –              |
|                   | PBC               | –           | –           | –           | 5.823        | 0,3          | –            | –              |
|                   | DVU               | –           | –           | –           | 1.729        | 0,1          | –            | –              |
|                   | MLPD              | 210         | 0,0         | –           | 650          | 0,0          | –            | –              |
|                   | DIE VIOLETTEN     | 833         | 0,0         | –           | –            | –            | –            | –              |
|                   | BüSo              | 304         | 0,0         | –           | –            | –            | –            | –              |
|                   | Übrige            | 4.009       | 0,2         | –           | –            | –            | –            | –              |
| Gesamt            | Gesamt            | 2.180.560   | 100         | 15          | 2.193.129    | 100          | 17           | 32             |
|                   |                   |             |             |             |              |              |              |                |
| Ungültige Stimmen | Ungültige Stimmen | 52.988      | 2,4         |             | 40.419       | 1,8          |              |                |
| Wähler            | Wähler            | 2.233.548   | 72,0        |             | 2.233.548    | 72,0         |              |                |
| Wahlberechtigte   | Wahlberechtigte   | 3.103.878   |             |             | 3.103.878    |              |              |                |

### Bayern
| Listen            | Listen               | Erststimmen | Erststimmen | Erststimmen | Zweitstimmen | Zweitstimmen | Zweitstimmen | Mandate Gesamt |
| Listen            | Listen               | Stimmen     | %           | Mandate     | Stimmen      | %            | Mandate      | Mandate Gesamt |
| ----------------- | -------------------- | ----------- | ----------- | ----------- | ------------ | ------------ | ------------ | -------------- |
|                   | CSU                  | 3.191.000   | 48,2        | 45          | 2.830.238    | 42,5         | –            | 45             |
|                   | SPD                  | 1.331.177   | 20,1        | –           | 1.120.018    | 16,8         | 16           | 16             |
|                   | FDP                  | 700.960     | 10,6        | –           | 976.379      | 14,7         | 14           | 14             |
|                   | GRÜNE                | 675.888     | 10,2        | –           | 719.265      | 10,8         | 10           | 10             |
|                   | DIE LINKE            | 386.476     | 5,8         | –           | 429.371      | 6,5          | 6            | 6              |
|                   | PIRATEN              | 24.102      | 0,4         | –           | 135.790      | 2,0          | –            | –              |
|                   | NPD                  | 111.662     | 1,7         | –           | 87.591       | 1,3          | –            | –              |
|                   | ödp                  | 83.568      | 1,3         | –           | 75.866       | 1,1          | –            | –              |
|                   | REP                  | 13.564      | 0,2         | –           | 54.588       | 0,8          | –            | –              |
|                   | RRP                  | 22.179      | 0,3         | –           | 48.458       | 0,7          | –            | –              |
|                   | BP                   | 32.324      | 0,5         | –           | 48.311       | 0,7          | –            | –              |
|                   | FAMILIE              | 3.921       | 0,1         | –           | 44.421       | 0,7          | –            | –              |
|                   | Die Tierschutzpartei | –           | –           | –           | 43.215       | 0,6          | –            | –              |
|                   | DIE VIOLETTEN        | 2.064       | 0,0         | –           | 13.872       | 0,2          | –            | –              |
|                   | PBC                  | 921         | 0,0         | –           | 9.262        | 0,1          | –            | –              |
|                   | CM                   | –           | –           | –           | 6.826        | 0,1          | –            | –              |
|                   | DVU                  | –           | –           | –           | 3.491        | 0,1          | –            | –              |
|                   | BüSo                 | 5.466       | 0,1         | –           | 3.305        | 0,0          | –            | –              |
|                   | MLPD                 | 540         | 0,0         | –           | 1.769        | 0,0          | –            | –              |
|                   | Freie Union          | 5.206       | 0,1         | –           | –            | –            | –            | –              |
|                   | Übrige               | 34.779      | 0,5         | –           | –            | –            | –            | –              |
| Gesamt            | Gesamt               | 6.625.797   | 100         | 45          | 6.652.036    | 100          | 46           | 91             |
|                   |                      |             |             |             |              |              |              |                |
| Ungültige Stimmen | Ungültige Stimmen    | 94.735      | 1,4         |             | 68.496       | 1,0          |              |                |
| Wähler            | Wähler               | 6.720.532   | 71,6        |             | 6.720.532    | 71,6         |              |                |
| Wahlberechtigte   | Wahlberechtigte      | 9.382.583   |             |             | 9.382.583    |              |              |                |

### Baden-Württemberg
| Listen            | Listen               | Erststimmen | Erststimmen | Erststimmen | Zweitstimmen | Zweitstimmen | Zweitstimmen | Mandate Gesamt |
| Listen            | Listen               | Stimmen     | %           | Mandate     | Stimmen      | %            | Mandate      | Mandate Gesamt |
| ----------------- | -------------------- | ----------- | ----------- | ----------- | ------------ | ------------ | ------------ | -------------- |
|                   | CDU                  | 2.307.250   | 42,5        | 37          | 1.874.481    | 34,4         | –            | 37             |
|                   | SPD                  | 1.285.617   | 23,7        | 1           | 1.051.198    | 19,3         | 14           | 15             |
|                   | FDP                  | 645.560     | 11,9        | –           | 1.022.958    | 18,8         | 15           | 15             |
|                   | GRÜNE                | 694.760     | 12,8        | –           | 755.648      | 13,9         | 11           | 11             |
|                   | DIE LINKE            | 345.551     | 6,4         | –           | 389.637      | 7,2          | 6            | 6              |
|                   | PIRATEN              | 11.400      | 0,2         | –           | 112.006      | 2,1          | –            | –              |
|                   | NPD                  | 89.204      | 1,6         | –           | 61.575       | 1,1          | –            | –              |
|                   | REP                  | 3.235       | 0,1         | –           | 48.693       | 0,9          | –            | –              |
|                   | Die Tierschutzpartei | –           | –           | –           | 37.823       | 0,7          | –            | –              |
|                   | ödp                  | 13.187      | 0,2         | –           | 24.525       | 0,5          | –            | –              |
|                   | PBC                  | 8.588       | 0,2         | –           | 24.430       | 0,4          | –            | –              |
|                   | Volksabstimmung      | –           | –           | –           | 13.648       | 0,3          | –            | –              |
|                   | DIE VIOLETTEN        | 1.023       | 0,0         | –           | 12.593       | 0,2          | –            | –              |
|                   | MLPD                 | 3.007       | 0,1         | –           | 3.640        | 0,1          | –            | –              |
|                   | DVU                  | –           | –           | –           | 3.473        | 0,1          | –            | –              |
|                   | ADM                  | –           | –           | –           | 2.889        | 0,1          | –            | –              |
|                   | BüSo                 | 819         | 0,0         | –           | 2.872        | 0,1          | –            | –              |
|                   | Übrige               | 15.148      | 0,3         | –           | –            | –            | –            | –              |
| Gesamt            | Gesamt               | 5.424.349   | 100         | 38          | 5.442.089    | 100          | 46           | 84             |
|                   |                      |             |             |             |              |              |              |                |
| Ungültige Stimmen | Ungültige Stimmen    | 105.893     | 1,9         |             | 88.153       | 1,6          |              |                |
| Wähler            | Wähler               | 5.530.242   | 72,4        |             | 5.530.242    | 72,4         |              |                |
| Wahlberechtigte   | Wahlberechtigte      | 7.633.818   |             |             | 7.633.818    |              |              |                |

### Saarland
| Listen            | Listen            | Erststimmen | Erststimmen | Erststimmen | Zweitstimmen | Zweitstimmen | Zweitstimmen | Mandate Gesamt |
| Listen            | Listen            | Stimmen     | %           | Mandate     | Stimmen      | %            | Mandate      | Mandate Gesamt |
| ----------------- | ----------------- | ----------- | ----------- | ----------- | ------------ | ------------ | ------------ | -------------- |
|                   | CDU               | 207.864     | 35,7        | 4           | 179.289      | 30,7         | –            | 4              |
|                   | SPD               | 182.340     | 31,3        | –           | 144.464      | 24,7         | 2            | 2              |
|                   | DIE LINKE         | 107.088     | 18,4        | –           | 123.880      | 21,2         | 2            | 2              |
|                   | FDP               | 42.107      | 7,2         | –           | 69.427       | 11,9         | 1            | 1              |
|                   | GRÜNE             | 30.671      | 5,3         | –           | 39.550       | 6,8          | 1            | 1              |
|                   | FAMILIE           | –           | –           | –           | 8.912        | 1,5          | –            | –              |
|                   | PIRATEN           | –           | –           | –           | 8.620        | 1,5          | –            | –              |
|                   | NPD               | 8.033       | 1,4         | –           | 7.399        | 1,3          | –            | –              |
|                   | RRP               | –           | –           | –           | 3.074        | 0,5          | –            | –              |
|                   | MLPD              | 323         | 0,1         | –           | 252          | 0,0          | –            | –              |
|                   | FAMILIE           | 4.102       | 0,7         | –           | –            | –            | –            | –              |
| Gesamt            | Gesamt            | 582.528     | 100         | 4           | 584.867      | 100          | 6            | 10             |
|                   |                   |             |             |             |              |              |              |                |
| Ungültige Stimmen | Ungültige Stimmen | 13.666      | 2,3         |             | 11.327       | 1,9          |              |                |
| Wähler            | Wähler            | 596.194     | 73,7        |             | 596.194      | 73,7         |              |                |
| Wahlberechtigte   | Wahlberechtigte   | 808.554     |             |             | 808.554      |              |              |                |